# جيولا زابو (رسام مائي)
جيولا زابو (بالمجرية: Szabó Gyula )‏ (و. 1907 – 1972 م) هو رسام مائي مجري، ولد في بودابست، توفي في براغ، عن عمر يناهز 65 عاماً.